# Brachyta danilevskyii
Brachyta danilevskyii es una especie de escarabajo longicornio del género Brachyta, tribu Rhagiini, subfamilia Lepturinae. Fue descrita científicamente por Tshernyshev & Dubatolov en 2005.
Se distribuye por China, Japón y Rusia. Mide aproximadamente 9-14,5 milímetros de longitud. El período de vuelo de esta especie ocurre entre mayo y agosto.